# Khouribga (província)
Khouribga é uma província de Marrocos localizada no norte do país a 120 km ao sul da capital Rabat.[carece de fontes?] Faz parte da região de Beni Mellal-Quenifra, tem uma área de 4.250 km² e uma população de 542.125 habitantes (em 2014). A sua capital é a cidade de Khouribga[carece de fontes?]

## Limites
- Norte com a província de Khemisset.
- Sul com a província de Beni Mellal.
- Leste com a província de Khenifra.
- Oeste com a província de Settat.

## História
A província de Nouaceur foi criada em 1967 pelo desmembramento da antiga província de Casablanca.[carece de fontes?] Até a reforma administrativa de 2015 pertenceu a região de Chaouia-Ouardigha.[carece de fontes?]

## Clima
O clima dominante é o mediterrâneo. A temperatura média anual na área é de 22 °C. O mês mais quente é agosto, quando a temperatura média é de 34 °C, e o mais frio é janeiro, com 10 °C. A precipitação média anual é de 416 milímetros. O mês mais chuvoso é novembro, com média de 102 mm de chuva, e o mais seco é julho, com 1 mm de chuva.[carece de fontes?]

## Relevo
O terreno da província de Khouribga é principalmente montanhoso.[carece de fontes?]

## Economia
A província de Khouribga possui o maior depósito de fosfato do mundo, explorado pelo Office Chérifien des Phosphates (OCP).[carece de fontes?]

## Localidades
- Khouribga
- Bejaad